# Candiru
Candiru (Vandellia cirrhosa) é uma espécie de peixe-gato de água doce parasita da família Trichomycteridae, nativa da Bacia Amazônica, onde é encontrada nos países da Bolívia, Brasil, Colômbia, Equador, e Peru. 
A definição de candiru difere entre autores. A palavra foi usada para se referir apenas a Vandellia cirrhosa, todo o género Vandellia, a subfamília Vandelliinae ou mesmo as duas subfamílias Vandelliinae e Stegophilinae. 
Embora se saiba que algumas espécies de candiru crescem até um tamanho de 40 centímetros (16 pol) de comprimento, outras são consideravelmente menores. Essas espécies menores são conhecidas por supostamente invadirem e parasitarem a uretra humana; no entanto, apesar dos relatos etnológicos que datam do final do século XIX, o primeiro caso documentado de remoção de um candiru da uretra humana não ocorreu até 1997, e mesmo esse incidente permaneceu motivo de controvérsia e carece de fontes.

## Descrição
Candirus são peixes pequenos. Os membros do gênero Vandellia podem atingir até 17 cm de comprimento padrão, mas alguns outros podem atingir cerca de 40 cm. Cada um tem uma cabeça bastante pequena e uma barriga que pode parecer distendida, principalmente após uma grande refeição de sangue. O corpo é translúcido, dificultando a localização nas águas turvas de seu habitat. Existem barbos sensoriais curtos ao redor da cabeça, juntamente com espinhos curtos e apontando para trás nas capas branquiais.

## Localização e habitat
Habitam as Bacias Amazônica e Rio Orinoco da planície amazônica, onde fazem parte da fauna de peixes neotropicais. Os candirus são hematófagos e parasitam as brânquias de peixes maiores da Amazônia, principalmente o peixe-gato da família Pimelodidae (Siluriformes).

## Suposto ataque a pessoas
Embora existam histórias escandalosas de ataques a seres humanos, muito poucos casos foram verificados e algumas supostas características dos peixes foram desacreditadas como mito ou superstição. 

### Casos históricos
O primeiro relatório publicado sobre o candiru atacando um hospedeiro humano vem do biólogo alemão C. F. P. von Martius em 1829, que nunca o observou, mas foi informado pelos nativos da região - inclusive que os homens amarravam seus pênis enquanto entravam no rio para impedir que isso aconteça. Outras fontes também sugerem que outras tribos da região usavam várias formas de coberturas protetoras para seus órgãos genitais durante o banho, embora também fosse sugerido que elas deveriam impedir picadas de piranha. Martius também especulou que os peixes eram atraídos pelo "odor" da urina. Evidências experimentais posteriores mostraram que isso é falso, pois os peixes realmente caçam à vista e não têm nenhuma atração pela urina.
Outro relatório do naturalista francês Francis de Castelnau, em 1855, relata uma alegação do pescador local do Rio Araguaia, dizendo que é perigoso urinar no rio quando o peixe "sai da água e penetra na uretra, subindo pelo comprimento da coluna de líquido". O próprio Castelnau descartou essa afirmação como "absolutamente absurda", e apesar da mecânica dos fluidos de tal manobra ser altamente improvável, o mito continua sendo um dos mais persistentes sobre o candiru. Foi sugerido que essa afirmação evoluiu a partir da observação real de que certas espécies de peixes na Amazônia se reunirão na superfície perto do ponto em que um fluxo de urina entra, sendo atraídas pelo barulho e pela agitação da água.
Em 1836, Eduard Poeppig documentou uma declaração de um médico local no Pará, conhecido apenas como Dr. Lacerda, que ofereceu uma testemunha ocular de um caso em que um candiru havia entrado em um orifício humano. No entanto, estava alojado na vagina de uma mulher nativa, em vez de na uretra masculina. Ele relata que o peixe foi extraído após aplicação externa e interna do suco de uma planta de xagua (que se acredita ser um nome para o jenipapeiro).
Outro relato foi documentado pelo biólogo George A. Boulenger, de um médico brasileiro, chamado Dr. Bach, que examinou um homem e vários meninos cujos pênis foram amputados. Bach acreditava que este era um ato executado por causa do parasitismo do candiru, mas ele estava apenas especulando, pois não falava a língua de seus pacientes.
O biólogo norte-americano Eugene Willis Gudger observou que a área de onde os pacientes eram não tinha candiru em seus rios e sugeriu que as amputações eram muito mais prováveis do resultado de terem sido atacadas por piranhas.
Em 1891, o naturalista Paul Le Cointe fornece um raro relato em primeira mão de um candiru entrando no corpo humano e, como o relato de Lacerda, envolvia o peixe alojado no canal vaginal, não a uretra. Na verdade, Le Cointe relata que removeu o peixe, empurrando-o para a frente para desengatar os espinhos, girando ao redor e removendo-o de frente.
Gudger, em 1930, observou que houve vários outros casos em que os peixes entraram no canal vaginal. Segundo Gudger, isso dá credibilidade à improbabilidade de o peixe entrar na uretra masculina, com base na abertura relativamente pequena que acomodaria apenas os membros mais imaturos da espécie.

### Casos modernos
Até o momento, há apenas um caso documentado de candiru entrando na uretra humana, que ocorreu em Itacoatiara, Brasil, em 1997. Nesse incidente, a vítima (um homem de 23 anos conhecido apenas como "F.B.C.") alegou que um candiru "pulou" da água para dentro de sua uretra ao ele urinar em um rio com a água em sua coxa.  Depois de viajar para Manaus em 28 de outubro de 1997, a vítima foi submetida a uma cirurgia urológica de duas horas pelo Dr. Anoar Samad para remover o peixe do corpo.
Em 1999, o biólogo marinho americano Stephen Spotte viajou para Brasil para investigar esse incidente em detalhes. Ele relata os eventos de sua investigação em seu livro Candiru: Life and Legend of the Bloodsucking Catfishes. Spotte conheceu o Dr. Samad pessoalmente e o entrevistou em seu consultório e em sua casa. Samad deu a ele fotos, a fita VHS original do procedimento de cistoscopia e o corpo real do peixe preservado em formalina como sua doação ao INPA. Spotte e seu colega Paulo Petry pegaram esses materiais e os examinaram no INPA, comparando-os com o trabalho formal de Samad. Embora Spotte não tenha expressado abertamente nenhuma conclusão sobre a veracidade do incidente, ele fez observações sobre várias observações suspeitas sobre as alegações do paciente e/ou do próprio Samad. 
Segundo Samad, o paciente afirmou que "o peixe saiu correndo da água, subindo a corrente de urina e entrando na uretra". Embora esse seja o traço lendário mais conhecido popularmente como candiru, segundo Spotte, ele é conclusivamente conhecido como um mito. Por mais de um século, pois é impossível por causa da simples física dos fluidos. A documentação e a amostra fornecidas indicam um peixe com 133,5 mm de comprimento e uma cabeça com um diâmetro de 11,5 mm. Isso exigiria força significativa para forçar a uretra aberta até esse ponto. O candiru não possui apêndices ou outros aparelhos que seriam necessários para fazer isso e, se estivesse saindo da água como o paciente alegava, não teria alavancagem suficiente para forçar a entrada.
O artigo de Samad afirma que o peixe deve ter sido atraído pela urina, no entanto essa crença sobre o peixe é mantida há séculos, mas foi desacreditada em 2001. Embora isso fosse apenas especulação da parte de Samad, com base no conhecimento científico predominante na época, isso de certa forma corrói a história do paciente, eliminando a motivação do peixe para atacá-lo em primeiro lugar. Samad afirmou que o peixe "mastigou" o seu caminho através da parede ventral da uretra no escroto do paciente. Spotte observa que o candiru não possui os dentes certos ou dentição forte o suficiente para ter sido capaz disso. Samad alegou que ele tinha que cortar os espigões de agarrar do candiru para extraí-lo, mas o espécime fornecido tinha todos os espigões intactos. O vídeo da cistoscopia mostra a viagem a um espaço tubular (supostamente a uretra do paciente) contendo a carcaça do peixe e puxando-o para trás pela abertura da uretra, algo que seria quase impossível com as pontas dos peixes intactas. Quando entrevistado posteriormente, Spotte afirmou que, mesmo que uma pessoa urine enquanto "submersa em um córrego onde o candiru vive", as chances dessa pessoa ser atacada por candiru são "aproximadamente a mesma de ser atingido por um raio enquanto simultaneamente comido por um tubarão."